# Climax Group
Pour les articles homonymes, voir Climax.
Pour la société japonaise de développement de jeux vidéo, voir Climax Entertainment.
Climax Group est une société britannique de développement de jeux vidéo fondée en 1988 et située à Portsmouth.

## Historique
Climax est fondé en 1988 par Karl Jeffery afin de fournir des titres au marché britannique du jeu vidéo d'arcade. L'entreprise grandit rapidement pour devenir un important développeur indépendant de logiciel interactif. Elle possède quatre studios à son apogée. La société est alors organisée en trois divisions chacune spécialisée dans un genre de jeu : action, course et portable.
En 2001, la société achète le studio Syrox Development créé en 1993, composé de 16 personnes, basé à Kingston upon Thames et ayant développé des jeux pour PlayStation, Nintendo 64 et Game Boy Color. En 2003, l'entreprise installe un studio généraliste à Los Angeles cesse le développement de jeux pour s'orienter principalement vers le marketing de Climax Studios.
Au mois de septembre 2006, Buena Vista Games, filiale de The Walt Disney Company, rachète la division Course de Climax, basée à Brighton, et en 2007 le studio se renomme en Black Rock Studio. Celui-ci est fermé en 2011 par Disney. Après diverses restructurations Climax Studios devient un studio unique basé à Portsmouth.

## Ludographie
| Titre                                       | Plates-forme(s)                              | Année          | Notes |
| ------------------------------------------- | -------------------------------------------- | -------------- | --- |
| Warcraft II: The Dark Saga                  | PlayStation, Saturn                          | Août 1997      | Publié par Electronic Arts                                                                                        |
| FIFA 98 : En Route pour la Coupe du Monde   | Saturn                                       | Décembre 1997  | Simulation de Football                                                                                            |
| Diablo                                      | PlayStation                                  | 1998           | Jeu de rôle |
| San Francisco Rush: Extreme Racing          | PlayStation                                  | Février 1998   | Course |
| Theme Park World                            | PlayStation                                  | Octobre 1999   | Publié par Electronic Arts                                                                                        |
| Battlezone: Rise of the Black Dogs          | Nintendo 64                                  | Mars 2000      | Jeu de stratégie en temps réel de science-fiction                                                                 |
| ATV: Quad Power Racing                      | PlayStation                                  | Août 2000      | Course de Rallye / Offroad                                                                                        |
| Power Rangers: Lightspeed Rescue            | PlayStation                                  | Septembre 2000 | Action |
| Lego Alpha Team                             | Game Boy Color                               | Novembre 2000  | Action |
| Warriors of Might and Magic                 | Game Boy Color                               | Décembre 2000  | Action |
| Lego Racers                                 | Game Boy Color                               | Décembre 2000  | Course |
| SpongeBob SquarePants: SuperSponge          | PlayStation, Game Boy Advance                | 2001           | Action |
| Power Rangers : La Force du temps           | PlayStation                                  | Novembre 2001  | Action |
| Robot Wars: Arenas of Destruction           | PC                                           | Janvier 2002   | Simulation de combats de robots                                                                                   |
| MotoGP: Ultimate Racing Technology          | Xbox                                         | Mai 2002       | Course |
| Rally Fusion: Race of Champions             | PlayStation 2, Xbox                          | Novembre 2002  | Rallye |
| ATV Quad Power Racing 2                     | GameCube, Xbox                               | Janvier 2003   | Rallye |
| MotoGP: Ultimate Racing Technology 2        | PC, Xbox                                     | Mai 2003       | Course |
| Speed Kings                                 | GameCube, PlayStation 2, Xbox                | Mai 2003       | Course |
| Braquage à l'italienne                      | GameCube, PlayStation 2, Xbox                | Juin 2003      | Jeu de course avec missions                                                                                       |
| Hot Wheels World Race                       | GameCube, PlayStation 2                      | Octobre 2003   | Course |
| Serious Sam: Next Encounter                 | GameCube, PlayStation 2                      | 2004           | Premier jeu de tir à la première personne (FPS) de Climax Group.                                                  |
| Serious Sam Advance                         | Game Boy Advance                             | 2004           | Le jeu Game Boy Advance Serious Sam Advance est sorti le même jour que le jeu Serious Sam sur GameCube.           |
| Sudeki                                      | Xbox, PC                                     | 2004           | Bien que la version Xbox est sortie en 2004, la version PC ne l'a été qu'en 2005.                                 |
| Disney's Lilo & Stitch 2: Hamsterveil Havoc | Game Boy Advance                             | 2004           | Plateforme 2D |
| ATV Offroad Fury 3                          | PlayStation 2                                | Novembre 2004  | Course d'Off Road                                                                                                 |
| Tron 2.0                                    | Xbox                                         | Novembre 2004  | Jeu de tir à la première personne de science-fiction                                                              |
| Hot Wheels: Stunt Track Challenge           | Game Boy Advance, PlayStation 2, PC, Xbox    | Novembre 2004  | Course Futuriste                                                                                                  |
| Crash 'N' Burn                              | PlayStation 2, Xbox                          | Novembre 2004  | Course |
| Volvo: Drive for Life                       | Xbox                                         | 2005           | Course |
| ATV Offroad Fury: Blazin' Trails            | PSP                                          | 2005           | Premier jeu PSP développé par Climax Group.                                                                       |
| Delta Force: Black Hawk Down                | Xbox                                         | Juillet 2005   | Jeu de tir |
| Lizzie McGuire 3: Homecoming Havoc          | Game Boy Advance                             | Août 2005      | Plateforme 2D |
| MotoGP: Ultimate Racing Technology 3        | PC, Xbox                                     | Août 2005      | Course |
| The Wild                                    | Game Boy Advance                             | Mars 2006      | Plateforme 2D |
| MotoGP '06                                  | Xbox 360                                     | Juin 2006      | Premier jeu sur console de salon de 7e génération Climax.                                                         |
| Crusty Demons                               | Xbox, PlayStation 2                          | Juillet 2006   | Bien que le titre est sorti sur Playstation 2 et sur Xbox, il n'est pas paru simultanément sur les deux consoles. |
| W.I.T.C.H.                                  | Game Boy Advance                             | Septembre 2006 | Plateforme 2D |
| ATV Offroad Fury Pro                        | PSP                                          | Octobre 2006   | Course |
| ATV Offroad Fury 4                          | PlayStation 2                                | Octobre 2006   | Course |
| Ghost Rider                                 | PlayStation 2, PSP                           | Février 2007   | Action |
| Bienvenue chez les Robinson                 | Game Boy Advance, Nintendo DS                | Mars 2007      | Premier jeu sur Nintendo DS de Climax Group                                                                       |
| Viva Pinata                                 | PC                                           | Novembre 2007  | Portage sur PC du jeu de Rare sur 360                                                                             |
| Silent Hill: Origins                        | PlayStation Portable, PlayStation 2          | Novembre 2007  | Survival-horror, le premier Silent Hill produit en dehors de Konami                                               |
| Ferrari Challenge: Trofeo Pirelli           | Nintendo DS                                  | Août 2008      | Course |
| Overlord: Dark Legend                       | Wii                                          | Juin 2009      | |
| Overlord : Les Larbins en folie             | Nintendo DS                                  | Juin 2009      | Les versions Xbox 360, PC et PS3 ne sont pas développés par Climax.                                               |
| Silent Hill: Shattered Memories             | Wii, PlayStation Portable, PlayStation 2     | 2009           | Sorti en février 2010 en Europe.                                                                                  |
| Rocket Knight                               | Xbox Live Arcade, PlayStation Network, Steam | Mai 2010       | Plateforme/Shooter                                                                                                |
| Gormiti: The Lords of Nature                | Wii, DS                                      | Septembre 2010 | Plateforme/Action                                                                                                 |
| Bloodforge                                  | Xbox Live Arcade                             | 2012           | |
| Assassin's Creed Chronicles China           | Xbox One, PlayStation 4, PC                  | Avril 2015     | Plateforme 2.5D/Infiltration                                                                                      |